# Arman Paixikian
Arman Paixikian (en armeni: Արման Փաշիկյան), nascut el 28 de juliol de 1987, és un jugador d'escacs armeni, que té el títol de Gran Mestre des de 2007. Està casat amb la Gran Mestre Femení Maria Kursova.
A la llista d'Elo de la FIDE del novembre de 2021, hi tenia un Elo de 2606 punts, cosa que en feia el jugador número 11 (en actiu) d'Armènia, i el 212è millor jugador del rànquing mundial. El seu màxim Elo va ser de 2663 punts, a la llista del setembre de 2009 (posició 70 al rànquing mundial).

## Resultats destacats en competició
El 2006 fou subcampió d'Armènia i el 2009 guanyà el Campionat d'Armènia. El 2010 fou 4-10è en el Campionat d'Europa de 2010 amb 8 punts (el campió fou Ian Nepómniasxi), aquest resultat li valgué per a la participació de la Copa del Món de 2011 on foun eliminat a la primera ronda per Radosław Wojtaszek.
El desembre de 2015 fou 2-10è (tercer en el desempat) de l'Al Ain Classic amb 6½ punts de 9 (els campió fou Wang Hao).

### Participació en olimpíades d'escacs
Paixikian ha participat, representant Armènia, en l'Olimpíada d'escacs de 2010 amb un resultat de (+4 =6 –1), per un 63,6% de la puntuació, amb una performance de 2664.